# Viktor Millqvist
Hugo Viktor Millqvist, född 19 augusti 1864 i Åsle församling i Västergötland, död 18 november 1916 i Norrköping, var en svensk pedagog, personhistoriker och journalist.
Viktor Millqvist studerade vid Uppsala universitet och blev 1885 filosofie kandidat. Han var lärare i nationalekonomi, handelsgeografi och statskunskap vid Påhlmans handelsinstitut från 1901 och vid Arméns intendenturkurs från 1909 samt i stats- och samhällslära vid Krigsskolan från 1911.
Han var länge medarbetare i Aftonbladet och var från 1914 till sin död huvudredaktör för Östergötlands Dagblad. Han utmärkte sig för sina personhistoriska arbeten. Han var en av fyra redaktörer för andra upplagan av Herman Hofbergs Svenskt biografiskt handlexikon (1906). Millqvist är gravsatt på Norra begravningsplatsen utanför Stockholm.